# Velika Kolumbija
Velika Kolumbija (šp. Gran Colombia) je nekdanja južnoameriška država. Ustanovljena je bila v letih 1819–1822 ob osvoboditvi izpod španske kolonialne nadvlade. Obsegala je približno ozemlja današnjih Kolumbije, Venezuele, Ekvadorja, severnega Peruja, Paname in manjših delov Brazilije. 
Glavno mesto je bilo v Bogoti, prvi predsednik pa je postal Simon Bolivar, njeno uradno ime je bilo Republika Kolumbija (poimenovanje Velika Kolumbija se danes uporablja zgolj za razločevanje od sodobne Kolumbije). 
Državo so kmalu začeli pretresati nemiri in različne separatistične težnje. Leta 1828 se je Velika Kolumbija zapletla v enoletni vojaški konflikt s Perujem, leta 1830 sta se odcepili še Venezuela in Ekvador, zato je istega leta prenehala obstajati.
Ostanek nekdanje države se je poimenoval Republika Nova Granada, kasneje leta 1863 preimenovan v Združene države Kolumbije, leta 1886 pa v Republiko Kolumbijo; Panama je ostala njen sestavni del vse do leta 1903.